# Пам'ятник Стевенам
Пам'ятник Стевенам (крим. Stevenam eykeli) — пам'ятник у Сімферополі, Автономна Республіка Крим, розміщений на прирічній терасі, біля підніжжя Стевенівських пагорбів та району Бітак.

## Історія
У 1996 році, з нагоди 215-ї річниці від дня народження Х. Х. Стевена, йому та його нащадкам встановлено масивний Пам'ятний камінь із меморіальною дошкою.
Навколо каменя закладено меморіальний Стевенівський гай.